# Pomnik Mao Zedonga w Lijiang
Pomnik Mao Zedonga w Lijiang (chin. 红太阳广场毛泽东塑像) – pomnik przewodniczącego Chińskiej Republiki Ludowej Mao Zedonga w Lijiang, w prowincji Junnan. Został odsłonięty w 1969, z okazji 20. rocznicy powstania ChRL.